# Bella Vista (California)
Bella Vista es un lugar designado por el censo ubicado en el condado de Shasta en el estado estadounidense de California. En el año 2010 tenía una población de 2.781 habitantes.

## Geografía
Bella Vista se encuentra ubicado en las coordenadas 40°39′6″N 122°15′23″O / 40.65167, -122.25639.